# Cemitério Judaico de Bretten

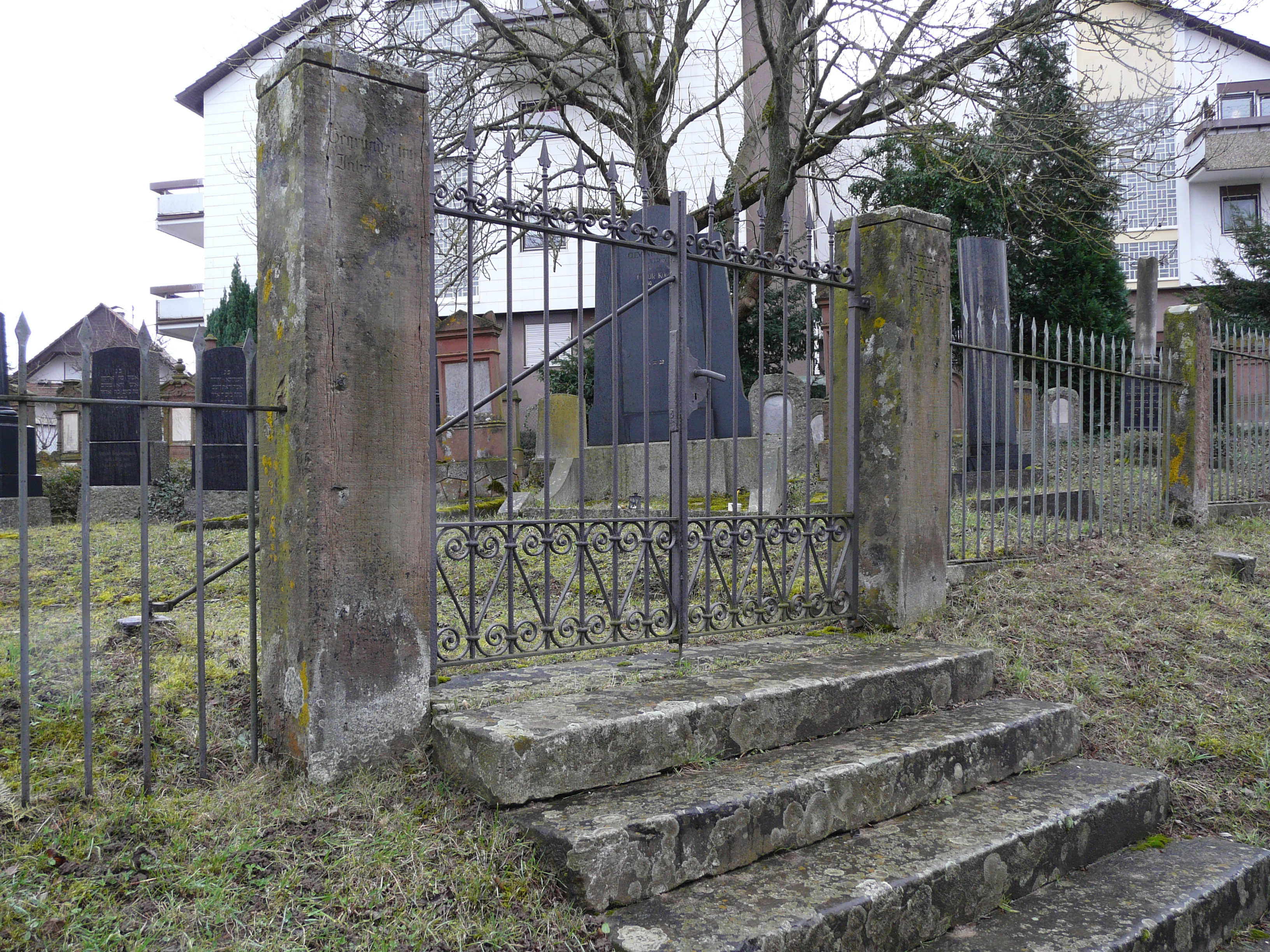
O Cemitério Judaico de Bretten

O Cemitério Judaico de Bretten (em alemão:  Jüdische Friedhof Bretten) é um cemitério judaico em Bretten, distrito de Karlsruhe, Alemanha. É tombado como patrimônio cultural.
Os mortos da comunidade judaica de Bretten foram inicialmente sepultados no Cemitério Judaico de Waibstadt. Em 1883 foi erigido em cemitério próprio, localizado atualmente na Windstegweg. O cemitério tem área de 11,18 ares e atualmente ainda são localizadas 146 pedras sepulcrais. O último sepultamento ocorreu em 1949.